# Canibek Giray
|  | Dieser Artikel oder Abschnitt wurde wegen inhaltlicher Mängel auf der Qualitätssicherungsseite der Redaktion Geschichte eingetragen (dort auch Hinweise zur Abarbeitung dieses Wartungsbausteins). Dies geschieht, um die Qualität der Artikel im Themengebiet Geschichte auf ein akzeptables Niveau zu bringen. Dabei werden Artikel gelöscht, die nicht signifikant verbessert werden können. Bitte hilf mit, die Mängel dieses Artikels zu beseitigen, und beteilige dich bitte an der Diskussion! |

Canibek Giray, auch Janibek Giray (* 1568; † 1636) aus dem Hause Giray war zweimal Khan des Krim-Khanats: Von 1610 bis 1623 und von 1628 bis 1635. Während seiner ersten Regentschaft kämpfte er für die Türken in Persien und Polen, 1623 beendeten die Türken seine Herrschaft. Nach einem misslungenen Versuch verhalfen sie ihm später zu einer zweiten Regentschaft, in der er gegen Polen und Russland kämpfte. Die Türken entmachteten ihn danach erneut und er starb schließlich im Exil.

## Frühe Zeit
Canibek Girays Vater – Shakai Mubarek – heiratete Dur-Bike; sie hatten zwei Söhne: Janibek und den jüngeren Devlet.
Shakai Mubarek war einer der vielen Söhne von Devlet I. Giray (1550–77). Fünf von ihnen wurden in der Zeit von 1577 bis 1608 Khan. Da sein Vater kein Khan war, war Canibek selbst kein Thronkandidat.
Nach der Thronbesteigung seines Bruders, Gazi II. Giray im Jahr 1588, floh Mubarek mit der Familie in den Nordkaukasus, wo er 1593 starb. Seine Witwe heiratete seinen Bruder Fetih I. Giray, der 1596 kurz Khan war. Während der Herrschaft von Selâmet I Giray (1608–10) zog Mubakeks Witwe Dur-Bike mit ihren Söhnen auf die Krim. Selâmet heiratete Dur-Bike und adoptierte ihre Söhne. 1609 und 1610 führte Canibek bedeutende Überfälle gegen Moskau und überquerte zweimal die Oka.

## Erste Herrschaft 1610–1623

### Anfänge
Selâmet bestimmte Canibek zu seinem Nachfolger, obwohl Mehmed (später Mehmed III. Giray) als Sohn eines Khans bessere Ansprüche hatte. Als er 1610 mit 52 Jahren starb, fielen die Brüder Mehmed und Shahin Giray ein und machten sich selbst zu Khan und Kalga. Canibek floh nach Kaffa und bat die Türken um Hilfe. Die Türken schickten acht Galeeren mit Janitscharen und Mehmed und Shahin flohen in die Steppe. Als die Türken ihre Truppen abzogen, fielen die Brüder erneut ein, wurden aber von den verbliebenen Türken besiegt.

### Überfälle von Saporoger Kosaken und Budschak-Horde
Während der Zeit der Wirren wurden viele Saporoger Kosaken nach Norden verlegt, aber als sich die Lage beruhigte, zogen viele auf der Suche nach Beute nach Süden. Jedes Jahr verließen etwa 30 bis 100 Kosakenboote die Mündung des Dnjepr, um die Küsten der Krim und der Türkei zu überfallen. 1612 überfielen sie Gozlev und griffen im nächsten Jahr zweimal die Krim an. 1616 brannten sie Kaffa nieder und plünderten später Trabzon und die Küste des Bosporus. Die Türken zerstörten ihre Lager am Dnjepr, doch die Boote konnten fliehen. Um 1620 versuchte König Sigismund III. Wasa, die Saporoger Kosaken mit Zahlungen zu kontrollieren, doch dies scheiterte.
Die Budschak-Horde, ein Teil der Nogaier-Horde, verübte unter Khan Temir viele Überfälle auf Polen. Als Shahin Giray 1610 von der Krim vertrieben wurde, schloss er sich dieser Horde an. Er hatte dort viele Erfolge und seine Popularität wuchs, so dass sich Canibek sorgte und zwei Armeen gegen ihn schickte. 1614 vertrieben die Türken Shahin.
Die Polen hatten wenig Kontrolle über die Saporoger Kosaken, ebenso wenig wie die Türken über die Budschak-Horde. Wichtig war nur, dass sie der jeweils anderen Seite Probleme bereiteten.

### Kampf gegen die Perser
Um 1616 befahl der türkische Sultan Canibek, im Osmanisch-Safawdischen Krieg gegen die Perser zu kämpfen. Während seiner Abwesenheit kümmerte sich sein Bruder Devlet um die Krim. Als er den Kaukasus nördlich überquerte, traf er auf seinen Schwiegersohn Ish-Terek, der Bey der Großen Nogai-Horde war. Ish-Terek hatte sich zum direkten Untertanen des Sultans erklärt; zuvor hatten die Nogaier die Vorherrschaft der Krimtataren anerkannt. Canibek ging gegen ihn vor und Ish-Terek floh zum russischen Gouverneur von Astrachan. Der Khan griff unterdessen Ish-Tereks kabardischen Verbündeten an. Als er dann versuchte, die Pässe von Dagestan nach Persien zu überqueren, fand er sie von den Nogaiern, Kabardianern und Kumyken blockiert.
Im folgenden Jahr wurden die Truppen per Schiff über das Schwarze Meer von Kaffa nach Trabzon transportiert und marschierten dann nach Osten über den Transkaukasus. Das Ergebnis war eine Katastrophe für die Türken und Krimtataren. Die Begs der Shirin- und Mansur-Clans wurden getötet, Bek-Ata, der Berater des Khans, wurde gefangen genommen und die Krimtataren verloren mindestens 8.000 Mann. Die Türken beschuldigten die Krim und die Krim beschuldigte Shahin Giray, der den Persern geholfen hatte.
Ende 1617 oder Anfang 1618 ging Canibek nach Istanbul, um sich zu erklären und kehrte im Frühjahr 1619 auf die Krim zurück.

### Kampf gegen die Polen
1615 führte Canibek einen sehr erfolgreichen Überfall auf Podolien und Galizien durch. Er betrachtete dies als Vergeltung für die Überfälle der Saporoger.
Während Canibek 1617 gegen die Perser kämpfte, befahl der Sultan Janibeks Bruder Devlet, die Polen anzugreifen. Devlet versuchte, seine Truppen zurückzuhalten, da er einen Angriff von Shahin Giray befürchtete. Doch viele seiner Männer gingen nach Polen, in der Hoffnung auf Beute. Vielleicht hätte Shahin zu diesem Zeitpunkt die Krim erobert können, hätten er von dem Mangel an Truppen gewusst. Der Sultan plante einen gemeinsamen Angriff der Türken, Krimtataren und Budschak-Horde, um die Polen zu zwingen, die Saporoger zu zügeln. Der polnische Kronhetman Stanisław Żółkiewski stellte eine Armee auf. Doch es kam nicht zum Krieg, beide Seiten einigten sich im Frieden von Busza darauf, die Überfälle auf ihre Untertanen zu begrenzen. Diese Versprechen zeigten wenig Wirkung, da sie ihre Verbündeten kaum unter Kontrolle hatten.
Um 1620 rebellierte das Fürstentum Moldau gegen die Türken, das führte zum Osmanisch-Polnischen Krieg. Zolkievski marschierte im September 1620 in Moldawien ein. Die Türken riefen ihre Krimtataren und die Budschak-Horde. Canibek blieb aus Angst vor Shahin auf der Krim und schickte seinen Bruder Devlet, der sich mit Khan Temir stritt. In der Schlacht von Cecora (1620) wurden die Polen geschlagen. Krimtataren und die Budschak-Horde plünderten weite polnische Gebiete.
Ermutigt durch diesen Erfolg begannen die Türken, mit Canibeks Unterstützung, im September 1621 die Schlacht von Khotyn. Die Kämpfe dauerten vier Wochen und die Türken verloren so viele Männer, dass sie von einem weiteren Vormarsch absahen. Die Türken waren zufrieden mit Khan Temir und unzufrieden mit Canibek, der anscheinend nicht bereit war zu kämpfen. Canibek kehrte auf die Krim zurück, aber die meisten seiner Männer blieben, um zu plündern. Die Türken begannen darüber nachzudenken, ihn abzusetzen.

### Weitere Probleme und Absetzung
Nach seinen Misserfolgen in Persien ging Janibek Ende 1617 oder Anfang 1618 nach Istanbul, um sich zu erklären und geriet in die Wirren nach dem Tod von Sultan Ahmed I. Shahin Giray wollte dies ausnutzen und fiel auf der Krim ein. Doch Canibek konnte sich weiterhin die türkische Unterstützung sichern und kehrte im Frühjahr 1619 auf die Krim zurück. In der Cecora-Kampagne von 1620 erwies sich Devlet als besserer Kämpfer als sein Bruder. In der Khotyn-Kampagne von 1621 zögerte Canibek, eine offene Schlacht zu führen und danach blieben viele seiner Männer zum Plündern, während Canibek auf die Krim zurückkehrte. Sultan Osman II. hatte eine geringe Meinung von Canibek, duldete ihn aber auf dem Thron. 1622 wurde Osman von seinen Janitscharen getötet. Im Februar 1623 wurde Mere Husein Pascha, ein Freund von Mehmed, Wesir. Mehmed wurde aus dem Gefängnis entlassen, kam am 19. Mai 1623 in Kaffa an und wurde als Mehmed III. Giray zum krimtatarischen Khan ernannt. Canibek leistete keinen Widerstand und ging nach Istanbul.

## Exil 1623–1628
1624 versuchten die Türken, Mehmed durch Canibek zu ersetzen. Als ihre Armee besiegt wurde, bestätigten die Türken Mehmed und gaben vor, dass ihre Invasion nicht abgesprochen war. 1627 tötete Mehmeds Bruder Verwandte von Khan Temir. Die Türken hatten nun einen starken Verbündeten gegen Mehmed. Die Türken forderten Mehmed auf, Polen anzugreifen, und planten, Canibek in seiner Abwesenheit wieder an die Macht zu bringen, was aber nicht gelang. Daraufhin schickten die Türken Canibek mit Janitscharen nach Kaffa. Die Kommandanten wechselten zu Canibek und am 30. Mai 1628 floh Mehmed III.

## Zweite Herrschaft 1628–1635
Canibek erreichte am 9. Juli 1628 Bachtschissarai und fand sein Land in Chaos vor. Pest, Dürre und Hungersnöte herrschten und in den letzten Monaten hatten sich Gruppen von Krimtataren und Nogaiern gegenseitig bekämpft. Innerhalb eines Monats stellte er die Ordnung wieder her. Azamat Giray kehrte aus Akkerman zurück. Im November 1628 versuchte Mehmed, den Thron zurückzuerobern und wurde in Perekop gestoppt. Im Mai 1629 versuchte er es erneut und wurde getötet.
Ebenfalls 1629 griff Khan Temir die Anführer des Shirin-Clans an, musste sich aber nach Budschak zurückkehren, was Canibek freute. Im Herbst 1629 griffen Kalga Devlet Giray und Khan Temir Galizien an, um sich für die polnische Unterstützung von Mehmed zu rächen. Sie wurden von Stefan Chmielecki besiegt und nur 7.000 der ursprünglich 10.000 bis 15.000 Krimtataren kehrten lebend zurück. Canibeks Sohn Mubarak überquerte zweimal den Dnjepr zum Plündern und verlor die Hälfte seiner Männer.
Der russisch-polnische Waffenstillstand stand kurz vor dem Ablauf und Russland versuchte, ein antipolnisches Bündnis mit der Türkei einzugehen. Ein polnischer Krieg war bei den Krimtataren unbeliebt, einmal wegen ihrer jüngsten Erfahrungen dort und zum anderen, weil die von Russland unterstützten Donkosaken kürzlich mehrere Überfälle auf die Krim unternommen hatten. Canibek dachte, er könne die Türken ignorieren, weil es in Istanbul erneut zu Ausschreitungen kam. Salman-Shah-Mirza führte einen nicht autorisierten Überfall auf den oberen Don durch und kehrte mit viel Beute zurück, was auch russische Truppen von der polnischen Grenze abzog. Im Sommer 1633 führte Canibeks 18-jähriger Sohn und Nureddin Mubarak Giray die gesamte Krimarmee nach Norden. Da russische Truppen in Polen unterwegs waren, überquerten sie den Fluss Oka. Es kam zu Verhandlungen und die Krimarmee zog sich zurück. Zu dieser Zeit befahl der Sultan Canibek, sich dem Krieg gegen Polen anzuschließen, aber der lehnte ab, weil seine Armee in Russland war. Im Sommer 1633 wiederholte Murad IV. den Befehl und drohte, Canibek zu entmachten. Doch die Türken mussten den Feldzug wegen eines persischen Vormarsches abbrechen. Als Teil der Beilegung des polnisch-osmanischen Krieges beschloss der Sultan, Khan Temir von der polnischen Grenze abzuziehen. Im Sommer 1634 stellte Canibek hierzu am Dnjepr eine Armee zusammen, doch der Sultan änderte seine Meinung und befahl Canibek, Persien anzugreifen.

## Absetzung und Tod
Im Frühjahr 1635 war Canibek mit seiner Armee auf dem Fluss Kuban auf dem Weg nach Persien, als ein türkischer Botschafter mit seiner Absetzung eintraf. Canibek floh nach Taman, dann nach Kaffa und Istanbul. Er wurde nach Rhodos verbannt, wo er seinen alten Feind Shahin Geray traf, der dort ebenfalls im Exil war. Nach anderthalb Jahren starb der 70-jährige Canibek. Da er keine lebenden Söhne hatte, wurde sein Eigentum Shahin übergeben.